# Ragazza sorridente che regge un'immagine oscena
La Ragazza sorridente che regge un'immagine oscena (in olandese Jonge vrouw met een medaillon, "Giovane donna con un medaglione"; in inglese Smiling Girl, a Courtesan, Holding an Obscene Image) è un quadro a olio del pittore olandese Gerard van Honthorst (detto Gherardo delle Notti), realizzato nel 1625. L'opera, di 81,3 x 64,1 centimetri, ritrae una cortigiana o una prostituta che mostra un oggetto erotico allo spettatore. Il ritratto si trova nella collezione del museo d'arte di Saint Louis.

## Storia
La Ragazza sorridente che regge un'immagine oscena rimase sconosciuta nel mondo dell'arte per secoli e non poté essere identificata fino al 1922, quando apparve presso il mercante d'arte londinese Colnaghi & Scott. Attraverso la collezione di W. J. Davies e della sua erede, la signora Greville Philips di Hereford, l'opera venne messa all'asta da Christie's nel 1954. Venne acquistata per il museo d'arte di Saint Louis, dove la si può ammirare tuttora.

## Contesto
Nelle città olandesi più importanti del secolo diciassettesimo, soprattutto ad Amsterdam, la prostituzione aumentò considerevolmente in poco tempo, a causa di un numero crescente di marinai (essendosi stabilito un commercio regolare con le Indie occidentali e orientali), di un'abbondanza di donne e di un grande flusso migratorio dai Paesi Bassi meridionali come conseguenza della guerra degli ottant'anni (1568-1648). Molti artisti affrontarono questo tema. Le opere di Gherardo delle Notti, Hendrick ter Brugghen, Dirck van Baburen, Jacob Adriaensz Backer, Abraham Snaphaen e Johannes Vermeer, tra gli altri, mostrano che di solito le prostitute erano giovani, belle e vestite riccamente, con dei corpetti attillati e delle camicie sottili e bianche che spuntavano ai bordi di una scollatura vertiginosa. Solevano indossare degli anelli d'oro, delle collane di perle e degli orecchini. Un altro indumento indossato spesso era il diadema con una perla e delle piume dai colori vivaci, come si può vedere in questa opera di van Honthorst. Questi capi d'abbigliamento e altri ornamenti erano necessari per aumentare il livello e far pagare di più il servizio che le povere prostitute di strada erano costrette a fare per una mezzana, che spesso lasciava le prostitute in debito con lei e costrette a darle buona parte dei loro guadagni.

## Descrizione

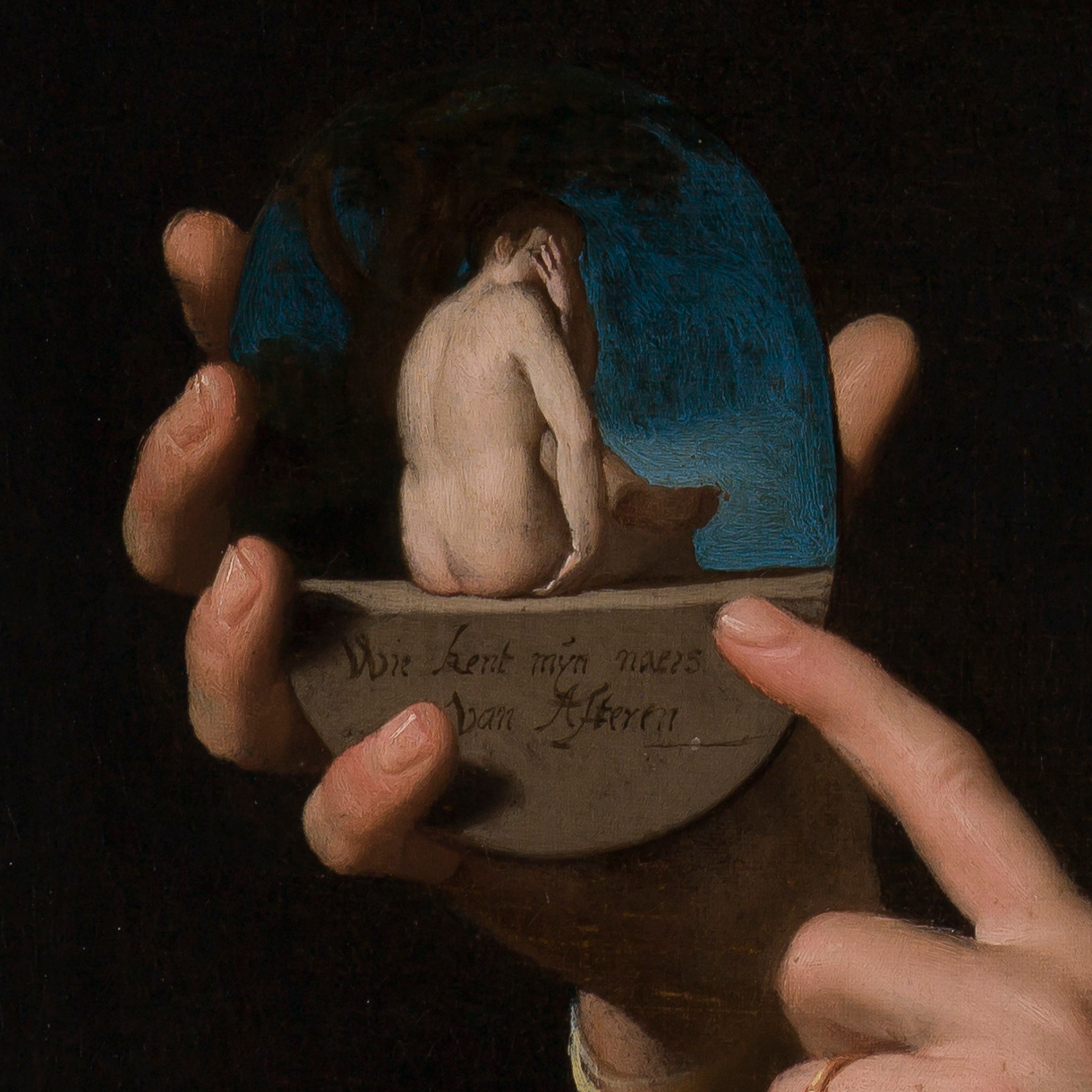
Un dettaglio del medaglione.

La Ragazza sorridente che regge un'immagine oscena ritrae una ragazza a mezza figura davanti a uno sfondo scuro che ride allegramente, mostrando i denti, una cosa che una vera dama di allora non avrebbe fatto, e con il corpetto attillato che mette in risalto in modo esagerato il suo seno che sembra fuoriuscire dallo scollo ampio. Mentre guarda lo spettatore, ella indica un medaglione dipinto che regge con la sua mano destra. Questo ritrae una figura muliebre nuda, seduta accanto a un albero, di spalle e che si copre il volto con una mano, anche se guarda lo spettatore attraverso le dita aperte, il che indica che qualcosa può essere trascurato nel campo morale. In basso, scritto in olandese seicentesco, si legge Wie kent mijn naers van Afteren ("Chi riconosce il mio fondoschiena da dietro?"), un'affermazione che si associa facilmente con la fornicazione. Pertanto la giovane è, senza dubbio, una prostituta o una cortigiana. In quel periodo le prostitute migliori erano solite farsi ritrarre per mostrarsi ai clienti del bordello per il quale lavoravano. Per farsi pubblicità, spesso adoperavano dei medaglioni e oggetti simili con una frase oscena.
In questo caso, il mestiere della giovane non risulta evidente soltanto dal suo atteggiamento e dall'oggetto che regge, ma è sottolineato pure dal fatto che la modella, con indosso quasi gli stessi abiti, è presente anche nel quadro La mezzana, sempre dipinto nel 1625.

## Stile
Van Honthorst dipinse il ritratto molti anni dopo essere tornato a Utrecht dall'Italia, nel 1620. Per quanto riguarda lo stile, l'influenza del Caravaggio si può riconoscere chiaramente nella pittura, in particolare nell'uso del chiaroscuro. Il volto e la scollatura provocante molto illuminati della donna contrastano con uno sfondo interamente scuro. Attraverso un uso estremamente abile delle ombre e una composizione cromatica equilibrata, l'artista dà l'illusione della tridimensionalità e della presenza fisica. L'effetto è molto realistico, con un'eleganza caratteristica. Come pittore, van Honthorst è annoverato tra i caravaggisti di Utrecht, dei quali questo dipinto è un esempio tipico.